# Partit Nacionalista (Irlanda del Nord)
Partit Nacionalista (Nationalist Party) fou un partit polític d'Irlanda del Nord, continuador des del 1921 del Partit Parlamentari Irlandès a Ulster, dirigit aleshores per Joseph Devlin. A les eleccions de 1921 va obtenir sis escons, però no els va ocupar fins al 1924. El 1965 va exercir d'oposició al Stormont.
Durant aquests anys es va guanyar fama de partit poc organitzat, i en mans de dirigents locals ocupats en mantenir les seves posicions locals; alguns dirigents van fer crides a muntar una nova organització, però el 1960 deixaren el partit per a formar els National Democrats.
El 1968 va participar en les marxes pels drets civils a Derry que van acabar amb enfrontaments violents amb el RUC i brutalitat oficial. Com a resultat, va abandonar la seva tasca d'oposició el 15 d'octubre de 1968. Alhora, després de patir l'escissió dels ND, amb molts altres va formar el SDLP i va perdre molta base. Es presentà a les eleccions de 1973 després dels acords de Sunningdale, i va obtenir alguns representants als consells locals d'Omagh i de la ciutat de Londonderry. L'octubre de 1977, juntament amb el Partit per a la Independència Irlandesa, va crear Unity, amb republicans independents, però aviat va desaparèixer en l'oblit.

## Líders
- Joseph Devlin 1918-1934
- Thomas Joseph Campbell 1934-1945
- James McSparran 1945-1958
- Joe Stewart 1958-1964
- Eddie McAteer 1964-1969
- Roderick O'Connor 1969-1972